# کژشلین
کژشلین (به لهستانی:  Krześlin) یک روستا در لهستان است که در گمینا سوخوژبره واقع شده‌است.